# Frederik Rønning
Frederik Vilhelm Valdemar Rønning, född den 3 september 1851, död den 10 april 1929, var en dansk litteraturhistoriker. Han var måg till Carl Joakim Brandt.
Rønning tog 1875 magisterkonferensen i nordisk språkvetenskap och 1883 filosofie doktorsgrad på avhandlingen Beowulfskvadet samt blev 1898 undervisningsinspektör vid de kommunala och privata realskolorna i Danmark och 1904 ordförande i Udvalget til Folkeoplysnings Fremme. Rønning avgick som undervisningsinspektör 1924. Utom ett par mindre skrifter R. K. Rask (1887) och C. J. Brandt (1892) utgaf han Rationalismens tidsalder, I–III (1886–99), omfattande tidsskedet 1750–1800, och en utförlig levnadsteckning över N.F.S. Grundtvig (I–V, 1907–1914). Redan 1883 hade han skildrat Grundtvig som Æsthetiker och 1904 utsänt Den grundtvigske Slægt. Som indledning til en levnedsskildring af N. F. S. Grundtvig. Härtill kom Til Karakteristik af N. F. S. Grundtvig (1915) och "Grundtvigs Digte i Udvalg" (1916) samt de apologetiska arbetena Efter Døden (1923) och Katolicisme-Protestantisme (1924). Till sist publicerade Rønning 1927 en skrift om B.S. Ingemann.